# Hans-Jürg Käser
Hans-Jürg Käser (Langenthal, 6 september 1949) is een Zwitsers politicus.
Käser bezocht lagere scholen in Langenthal en het gymnasium van Olten, waar hij zich specialiseerde in economie. Vanaf 1968 studeerde hij filosofie en geschiedenis aan de Universiteit van Bern. Nadien verbleef hij in het buitenland, namelijk in Montpellier, Dijon en in het Verenigd Koninkrijk. Vervolgens was hij leraar aan een middelbare school in Küssnacht am Rigi en van 1990 tot 1994 rector van het gymnasium van Langenthal.
Käser is actief voor de Vrijzinnig Democratische Partij (FDP) en van 1 januari 1995 tot 31 mei 2006 was hij stadspresident (burgemeester) van Langenthal. Van 1998 tot 2006 was hij tevens lid van de Grote Raad van Bern (2004-2006 fractievoorzitter van de FDP). Op 1 juni 2006 deed hij zijn intrede in de Regeringsraad van het kanton Bern en sindsdien beheert hij het departement Politie en Militaire Zaken.
Käser was van 2009 tot 2010 en van 2015 tot 2016 voorzitter van de Regeringsraad van Bern (dat wil zeggen regeringsleider) van het kanton Bern.

## Verwijzing
1. ↑  http://rulers.org/2009-06.html